# Five Nights at Freddy's
Five Nights at Freddy's, spesso abbreviato in FNaF, è un videogioco survival horror punta e clicca indipendente sviluppato e pubblicato da Scott Cawthon l'8 agosto 2014 su Desura, primo capitolo dell’omonima serie. Il 18 agosto 2014 è stato approvato dal servizio Greenlight e successivamente da Steam. Un port del videogioco è stato pubblicato per Android il 26 agosto 2014 su Google Play, mentre l'11 settembre dello stesso anno è stato pubblicato anche sull’App Store di iOS. Nel 2019 la versione mobile di Five Nights at Freddy's è stata aggiornata per eguagliare quella su PC, mentre il 30 novembre 2019 un port del gioco è stato pubblicato su Xbox One, Nintendo Switch e PlayStation 4.
Narra le vicende di Mike Schmidt, una guardia notturna appena assunta al Freddy Fazbear's Pizzeria, bloccato nel suo ufficio per 6 ore e costretta a difendersi usando delle porte con energia limitata da animatroni assassini posseduti da anime di bambini.
Il videogioco è stato accolto abbastanza positivamente dai critici, elogiando soprattutto l'atmosfera, il sound design e l'innovativa modalità di gioco. È stato accolto molto positivamente dal pubblico, diventando protagonista di diversi let's play su YouTube. Il successo del gioco portò alla creazione di un media franchise, con: diversi sequel, libri e persino due film basati su esso.

## Trama
Un uomo di nome Mike Schmidt ha iniziato a lavorare come guardia notturna al "Freddy Fazbear's Pizza": il locale è famoso, oltre che per la buona pizza e l'atmosfera felice, per i suoi spettacoli di pupazzi animatroni tra cui le mascotte Freddy Fazbear, Bonnie, Chica e Foxy. Di giorno sono immobili nelle loro postazioni muovendo solamente gli arti superiori ed il busto quando ballano, mentre di notte sono liberi di vagare per la pizzeria.
(Ralph, il "Phone Guy", la prima notte del gioco.)
Mike, ogni notte, ottiene via telefono delle registrazioni della guardia che tempo prima ricopriva il suo ruolo, rinominato dai fan "Phone Guy" il cui vero nome è Ralph, che spiega il perché i robot non possano girovagare di giorno: sembra che una delle mascotte morse uno dei clienti alla testa in un incidente rinominato "Il morso dell'87", privandolo del lobo frontale. Da qua infatti si scopre che i robot hanno strani malfunzionamenti, uno dei quali è che registrano alcune persone come endoscheletri privi di tute, e il loro programma li spinge a ficcarli a forza in una tuta animatronica, provocandone la morte. Mike deve quindi sopravvivere ai quattro animatroni ogni notte usando con saggezza e parsimonia l'energia elettrica a sua disposizione per rimanere al sicuro nel suo ufficio e impedire che gli animatroni entrino. Dalla registrazione della quarta notte, sembra che il Phone Guy sia caduto nelle mani degli animatroni; e nella registrazione della quinta notte si sentirà la voce di un animatrone che parla.
Dopo la settima notte, Mike verrà licenziato per "aver manomesso gli animatroni, mancanza di professionalità e cattivo odore".
Tramite alcuni ritagli di giornale che possono talvolta apparire come easter egg, si scopre che, svariati anni prima degli eventi del gioco, alla pizzeria si verificò un'orribile tragedia: cinque bambini furono rapiti da un uomo, che utilizzò un costume da mascotte per attirarli in una stanza sul retro. I loro corpi non furono mai ritrovati, ma si presume che essi siano stati uccisi. Qualche tempo dopo i clienti del locale iniziarono ad accorgersi della presenza di sangue e muco intorno agli occhi e alla bocca degli animatroni. Viene infine detto che la pizzeria chiuderà entro la fine dell'anno a causa di problemi finanziari.

## Modalità di gioco

Screenshot dal videogioco che mostra l'ufficio dove si svolge l'intera modalità di gioco

Five Nights at Freddy's è un videogioco survival horror punta e clicca. Il giocatore ricopre il ruolo della suddetta guardia notturna, con visuale in prima persona, il cui obiettivo è quello di sopravvivere per cinque notti, da mezzanotte alle sei del mattino, con difficoltà crescente.
Il giocatore non può lasciare l'ufficio, può solo muovere lo sguardo a destra e a sinistra e può interagire con un tablet per l'uso delle telecamere. Le telecamere vengono utilizzate per localizzare gli animatroni. Ogni robot ha un comportamento diverso, spostandosi in luoghi diversi per raggiungere il giocatore. La maggior parte dei movimenti degli animatroni sono off-screen. Il giocatore possiede anche due interruttori della luce per illuminare i corridoi che conducono all'ufficio e due interruttori per le due porte che ne chiudono l'accesso. Se un animatrone riesce a entrare in ufficio, attaccherà improvvisamente il giocatore con un jumpscare, causando il game over.
L'uso costante di queste apparecchiature sottrae energia al generatore ausiliario della pizzeria e se questa si esaurisce, l'intero sistema si spegne, le telecamere non funzionano più e le porte si aprono senza poter più essere chiuse (l'energia comunque si esaurisce lentamente per via di alcune apparecchiature che non possono essere controllate, come il ventilatore o altri elettrodomestici); il giocatore si trova quindi alla mercé di Freddy in persona, che sbucherà dalla porta sinistra mentre suona la Toreador, per poi uccidere la propria vittima. In questo lasso di tempo però, c'è ancora la possibilità di sopravvivere se il tempo sarà sufficiente a segnare le ore 6. Il giocatore deve quindi conservare energia cercando di utilizzare porte, luci e telecamere il meno possibile per riuscire a terminare la partita. Il gioco è diviso in livelli chiamate "notti", ognuno della durata circa di 10 minuti. Dopo aver completato le cinque notti classiche, verrà sbloccata una sesta notte bonus, la quale, a sua volta, sbloccherà un'ulteriore notte bonus, ovvero la "Custom Night" (letteralmente "notte personalizzabile") dove si potrà scegliere il livello di difficoltà degli animatroni da 1 a 20. Il videogioco premierà il giocatore con delle stelle sul menù principale ogni traguardo raggiunto.

## Personaggi

### Umani
- Mike Schmidt: il protagonista del gioco. È il guardiano notturno del Freddy Fazbear's Pizza e il suo compito è quello di tenere sotto controllo i vari animatroni, cercando di sopravvivere per cinque notti consecutive.[1] Non si sa nulla del suo aspetto fisico, ma nella schermata di Game Over, Mike sarà nel costume di Freddy e si potranno vedere i suoi occhi azzurri e i suoi denti. Il suo nome è visibile sui suoi assegni. Nei giochi seguenti verrà implicato fortemente essere Michael Afton sotto uno pseudonimo, il figlio di William Afton, l'uomo che uccise i cinque bambini scomparsi negli anni ottanta.[3]
- Ralph, conosciuto anche come "Phone Guy": il precedente guardiano notturno che guiderà il giocatore durante le notti. Si presenta tramite una voce registrata udibile al telefono durante le prime quattro notti, spiegando al guardiano come affrontare gli animatroni.[12] Durante la registrazione della quarta notte viene ammazzato da Golden Freddy. È doppiato da Scott Cawthon.

### Animatroni
- Bonnie il Coniglio: un coniglio blu (dall'illuminazione sembra essere viola ma non lo è) con un papillon rosso, è il chitarrista della band. Presente fin dalla prima notte è l'animatrone più attivo ed è di solito il primo ad entrare in azione. Disabilita le luci e le porte quando entra in ufficio, attaccando poi il giocatore appena questi guarda le telecamere. Se il giocatore riuscirà a chiuderlo fuori quando è sulla soglia, Bonnie se ne andrà poco dopo e tornerà in una stanza casuale.[13] È posseduto da un bambino di nome Jeremy.[14]
- Chica la Gallina: una gallina gialla con un bavaglino al collo, è la corista della band. Quando è sul palco, ha in mano un piatto con un cupcake rosa. Si attiva durante la prima notte e attacca l'ufficio dal lato destro, rimanendo spesso davanti alla porta per un lungo periodo, costringendo il giocatore a sprecare energia per scacciarla.[13] È posseduta da una bambina di nome Susie.[14]
- Foxy la Volpe Pirata: una volpe rossa, dotata di un uncino al posto della mano destra e una benda sull'occhio destro, la tuta dell'animatrone è danneggiata dato il suo disuso. È un pirata ed è l'intrattenitore della pizzeria. Si attiverà dalla seconda notte. Il suo comportamento è diverso rispetto agli altri nemici, dato che passerà solo per tre stanze, starà nascosto nel suo rifugio, il "Pirate Cove", dal quale uscirà lentamente. Attacca dal corridoio sinistro correndo verso la guardia che, dopo averlo visto arrivare, ha una manciata di secondi per chiudere la porta prima che la volpe entri. Se chiuso fuori, Foxy tornerà al "Pirate Cove" dopo aver bussato alla porta, sottraendo una piccola quantità di energia.[13] È posseduto da un bambino di nome Fritz.[14]
- Freddy Fazbear: un orso marrone, indossa un papillon e un cappello a cilindro di colore nero e ha in mano un microfono: è il cantante della band nonché la mascotte del ristorante e l'animatrone più pericoloso e imprevedibile. Si attiva durante la terza notte ed è molto difficile da individuare siccome rimane nascosto nella penombra, lasciando intravedere solo i led luminosi che ha negli occhi. Ogni suo movimento però, sarà accompagnato da una risata. Attacca l'ufficio da entrambi i lati ma non è visibile quando si trova nel corridoio destro, quindi potrebbe attaccare il giocatore da un momento all'altro.[13] Inoltre, ogni volta che l'energia del generatore finisce e il locale va in blackout, è Freddy a dare il colpo di grazia a Mike dopo aver suonato l'aria Toreador dall'opera Carmen di Georges Bizet una volta arrivato davanti alla porta sinistra con un carillon incorporato. È posseduto da un bambino di nome Gabriel.[14]
- Golden Freddy: conosciuto nei file di gioco anche come "Yellow Bear", è un nemico segreto. È un orso giallo oro identico a Freddy. Solitamente dalla telecamera sinistra più vicina è visibile un poster raffigurante Freddy mentre canta con la scritta "Let's party!" che a volte cambia con un poster di Freddy che si stacca la testa, ma vi è una rara possibilità che esso raffiguri un primo piano di Golden Freddy accompagnato dalla risata di una bambina. Una volta avvistato, Golden Freddy apparirà nell'ufficio in posizione fetale e se non si alzerà il monitor in tempo, attaccherà, causando un crash del gioco. Inoltre se nel menù della Custom Night si inserirà la combinazione 1-9-8-7 attaccherà causando un crash del gioco. È posseduto da una bambina di nome Cassidy.[14][15]

## Sviluppo
Scott Cawthon aveva sviluppato precedentemente diversi videogiochi con temi cristiani, che però ottennero scarso successo. A causa di questi fallimenti, Cawthon ebbe una crisi di fede. Cawthon perse interesse nello sviluppo di videogioco finché non decise, dopo un'esperienza spirituale, di togliere come tema principale dei suoi videogiochi il cristianesimo.
L'idea di questo gioco nacque quando il precedente videogioco creato da Scott Cawthon: Chipper & Sons Lumber Co., che non ricevette delle buone critiche, tanto che i giocatori hanno ritenuto che il personaggio principale, un castoro, fosse terrificante e assomigliasse ad un "animatrone spaventoso". Da ciò è scaturita l'idea di fare un gioco "spaventoso" con "animatroni".
Nel corso di sei mesi, Cawthon programmò da solo il videogioco, ingaggiando i suoi figli e amici come beta tester. Cawthon ha utilizzato Clickteam Fusion 2.5 per sviluppare il gioco e Autodesk 3ds Max per modellare e renderizzare la grafica 3D. L'audio invece venne prodotto utilizzato effetti sonori creati dallo stesso Cawthon e alcuni file comprati su Internet.

### Distribuzione
Five Nights at Freddy's è stato distribuito per Microsoft Windows l'8 agosto 2014 su Desura. Il 18 agosto è stato pubblicato anche su Steam. Una versione per Android è stata pubblicata il 26 agosto, seguita da una per iOS l'11 settembre e una per Windows Phone il 1º dicembre. La versione mobile è stata aggiornata nel corso del 2019 e un port per Nintendo Switch, PlayStation 4 e Xbox One è stato pubblicato il 29 novembre 2019.

## Accoglienza
| Testata                               | Versione | Giudizio |
| ------------------------------------- | -------- | -------- |
| Metacritic (media al 31 gennaio 2025) | PC       | 78/100   |
| GameRevolution                        | PC       | 9/10     |
| GameSpot                              | PC       | 8/10     |
| Gamezebo                              | PC       | 90/100   |
| TouchArcade                           | PC       | 3,5/5    |
| PC Gamer                              | PC       | 80/100   |
| Eurogamer                             | PC       | 6/10     |
| Nintendo Life                         | Switch   | 7/10     |

Five Nights at Freddy's è stato accolto abbastanza positivamente, ottenendo un punteggio di 78/100 su Metacritic. I critici considerano Five Nights at Freddy's un videogioco veramente terrificante, con alcuni che lo elogiarono per la modalità di gioco unica nel genere horror. Carter Dotson di Gamezebo lo ha definito una "brillante esperienza dell'orrore" che ha sfruttata appieno la paura dell'ignoto, Justin Clark di GameSpot ha apprezzato molto come il gioco faccia paura senza utilizzare violenza e sangue visibile. Ryan Bates di GameRevolution lo ha definito come "il videogioco più terrificante che io abbia mai giocato".
I critici hanno ritenuto che la modalità di gioco sia stata progettata molto bene. Omri Petitte per PC Gamer ha affermato che, nonostante la premessa fosse semplice, le meccaniche si sono combinate bene fra loro, dando un'esperienza spaventosa, stesso vale per GameRevolution. Mitch Vogel di Nintendo Life ha trovato i comandi molto semplici e ha elogiato la tensione che dà il gioco fin dall'inizio. Shaun Musgrave di TouchArcade pensa che la modalità di gioco sia carente e non faccia effetto se il giocatore non fosse spaventato dall'atmosfera, paragona i comandi a "qualcosa di più di Un, due, tre, stella!". PC Gamer sostiene che, una volta memorizzati i pattern che seguono gli animatroni, alcuni giocatori potrebbero non trovare più nulla di spaventoso oltre l'ambientazione.
La progettazione del suono è stata elogiata. GameSpot ha notato la mancanza di colonna sonora durante il gameplay, trovando molto pauroso l'assordante silenzio interrotto da rumori prodotti dagli animatroni. GameRevolution ha considerato il silenzio "snervante", elogia i suoni che vengono riprodotti casualmente, sostenendo che rendono l'esperienza molto più stressante. Carter Dotson di Gamezebo dice che il sound design è "eccellente", suggerendo che i giocatori non indossando le cuffie solo per immedesimarsi meglio nell'ambientazione, ma anche per sentire i rumori che gli animatroni fanno mentre si avvicinano all'ufficio.
Joel Couture di Indie Game Magazine ha elogiato Five Nights at Freddy's per la sua semplice interpretazione del genere horror, sottolineando che la sua direzione artistica e le meccaniche di gioco hanno contribuito a una sensazione di "tensione brutale", e che "è un'esperienza incredibilmente terrificante cercare di salvarsi dal brutale jumpscare che mette fine al gioco". In conclusione, Five Nights at Freddy's è stato considerato un "fantastico esempio di come l'intelligenza nel design e la sottigliezza possono essere usate per rendere un'esperienza terrificante". Cosmin Anton di Softpedia ha dato al gioco 4 stelle su 5, con il critico Cosmin Anton che ha notato che "si allontana dai classici titoli di sopravvivenza horror in prima persona", ma che "l'incapacità di muoversi unita alla limitata energia disponibile ti faranno sentire piuttosto impotente di fronte a quegli implacabili robot che vogliono solo condividere un po' del loro amore con te".
È stata molto discusso come il videogioco ha approcciato il genere horror. TouchArcade ha sostenuto che Five Nights at Freddy's abbia sfidato i giocatori a cedere alla loro paranoia, facendogli perdere se cedono. Secondo Nintendo Life l'atmosfera e la mancanza di armi per difendersi sono i punti cardine che hanno creato quella sensazione di terrore che dà il gioco. PC Gamer ha sottolineato come il videogioco si distingua dal resto del genere horror basandosi, non solo sui jumpscare, ma anche sulla pressione sul giocatore di riceverne uno da un momento all'altro. Altri critici hanno affermato che Five Nights at Freddy's faccia troppo affidamento su questi ultimi, che possono fare effetto le prime volte, ma diventano presto ripetitivi. Nintendo Life ha criticato la mancanza di rigiocabilità. Anche TouchArcade ha trovato la modalità di gioco monotona, però ha elogiato l'atmosfera talmente ben progettata che riesce lo stesso a creare l'orrore.

## Eredità
Five Nights at Freddy's è diventato ben presto un successo commerciale. La sua popolarità è stata alimentata dai svariati let's play pubblicati su YouTube; al 2015 Five Nights at Freddy's è diventato uno dei giochi con più video sulla piattaforma ed è stato portato da diversi influencer come Markiplier, Jacksepticeye, PewDiePie e Favij. Il successo portò la creazione di un media franchise basato sul videogioco e diversi seguiti.
La vaga trama del videogioco portò i fan a creare elaborate teorie per comprenderla appieno. La complessa narrativa è stata esaminata e discussa attraverso i social media, wiki e video su YouTube, come quelli dell'influencer MatPat.
Il videogioco ispirò diversi fan game. Ne furono pubblicati talmente tanti che la piattaforma Game Jolt dovette creare un'intera categoria dedicata a essi. Il videogioco ispirò diversi singoli, come Five Nights at Freddy's dei The Living Tombstone, che venne inserita nei titoli di coda dell'adattamento cinematografico.

### Seguito
Scott Cawthon suggerì l'uscita di un prequel il 12 settembre 2014, quando pubblicò un'immagine nella quale viene mostrato Freddy accanto alla scritta "The Great Reopening" (lett. "La grande riapertura"). Il 21 ottobre 2014 è stato pubblicato il primo trailer. La demo di Five Nights at Freddy's 2 è stata inviata il 10 novembre 2014 ad alcuni utenti di YouTube, dove si poteva giocare per sole tre notti.

### Adattamento cinematografico
Blumhouse Productions acquistò i diritti nel 2017 per creare un film basato su questo capitolo. Dopo essere stato rimandato più volte, le riprese sono iniziate nel 2023 ed è stato distribuito su Peacock e nei cinema il 27 ottobre 2023.